# Marianne Van Kerkhoven
Marianne Van Kerkhoven (5 maart 1946 - 4 september 2013) was een Vlaamse theaterdramaturge en criticus.
Ze was van opleiding licentiaat Germaanse Talen, in 1968 afgestudeerd aan de Vrije Universiteit Brussel met een licentiaatsverhandeling over het kamertoneel. Naar haar alma mater, de VUB, keerde ze acht jaar later nog terug als onderzoeker. Van 1976 tot 1982 bestudeerde ze samen met Dina Hellemans het politiek theater. Dit onderzoeksproject resulteerde in zes publicaties die beschouwd worden als een referentie in het theateronderzoek in Vlaanderen en daarbuiten. 
Ze startte haar loopbaan als dramaturg in de Antwerpse KNS. Haar stuk uit 1970 "Het Trojaanse Paard of de stuitbare opkomst van Viktor de Brusseleire", een politieke satire met Paul Vanden Boeynants als coupleider in een hoofdrol, wordt evenwel door de toenmalig nieuwe directie van het repertoiregezelschap geweigerd.
Vervolgens vertrekt ze in de KNS en richt ze, ook nog in 1970, samen met Miel Vanattenhoven die haar levenspartner zou worden het links-politieke theatercollectief Het Trojaanse Paard op dat het gelijknamige stuk alsnog - met groot succes - zal brengen. Ze leidt het collectief vervolgens verder - ook tijdens haar bovenvermelde onderzoeksperiode - tot 1982 waarna ze hier wordt opgevolgd door Jan Decorte.
Van Kerkhoven is intussen actief - als vrijwilliger - in het Brusselse Kaaitheater van oprichter Hugo De Greef waar ook Jan Lauwers, Anne Teresa De Keersmaeker en Josse De Pauw werken. Van Kerkhoven trad er vaak op als hun criticus en gesprekspartner en staat zo mee aan de basis van de 'Vlaamse Golf' in het theaterlandschap van de jaren tachtig. Deze drie vertrokken om eigen gezelschappen op te richten, Van Kerkhoven bleef en werd (officieel sinds 1985) de huisdramaturg van het Kaaitheater. Zo werkt ze ook samen met o.m. de jonge Pieter De Buysser, Marijs Boulogne en Kris Verdonck.
In 2004 wordt ze laureaat van de Vlaamse Cultuurprijs voor Podiumkunsten. Naast dramaturge is ze ook theatercriticus. Ze is de auteur van vele artikels en essays over dans en theater in Etcetera (waar ze van bij de start in 1983 tot 2004 in de redactie actief was), Theaterschrift (ook redactie van 1991 tot 1995), andere tijdschriften en boeken. In 2005 wint ze hiervoor de Pierre Bayle-prijs.
Marianne Van Kerkhoven is een dochter van journalist en theaterdirecteur Bert Van Kerkhoven en balletpionier Jeanne Brabants. Haar levenspartner was Jazz Middelheim-boegbeeld en Radio 1-producer Miel Vanattenhoven met wie ze samen twee kinderen kreeg.